# 3315 Шант
3315 Шант (3315 Chant) — астероїд головного поясу, відкритий 8 лютого 1984 року.
Тіссеранів параметр щодо Юпітера — 3,369.